# District de Huadu
Le district de Huadu (花都区 ; pinyin : Huādū Qū) est placé sous la juridiction de la ville sous-provinciale de Guangzhou (Canton), dans le Guangdong.